# Alpen-Kälberkropf
Der Alpen-Kälberkropf (Chaerophyllum villarsii) ist eine Pflanzenart aus der Gattung Kälberkröpfe (Chaerophyllum) innerhalb der Familie der Doldenblütler (Apiaceae) gehört.

## Beschreibung

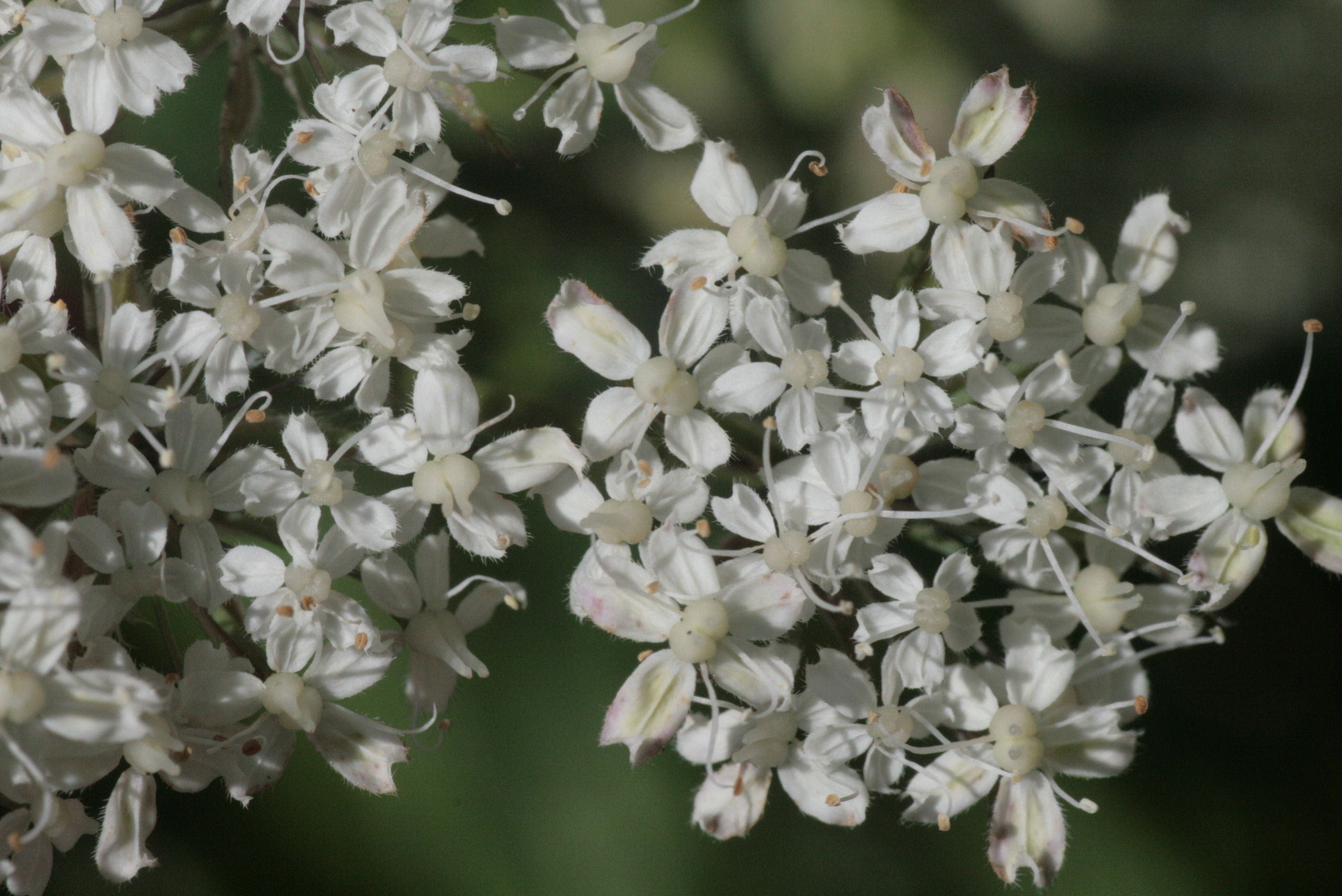
Döldchen mit Blüten

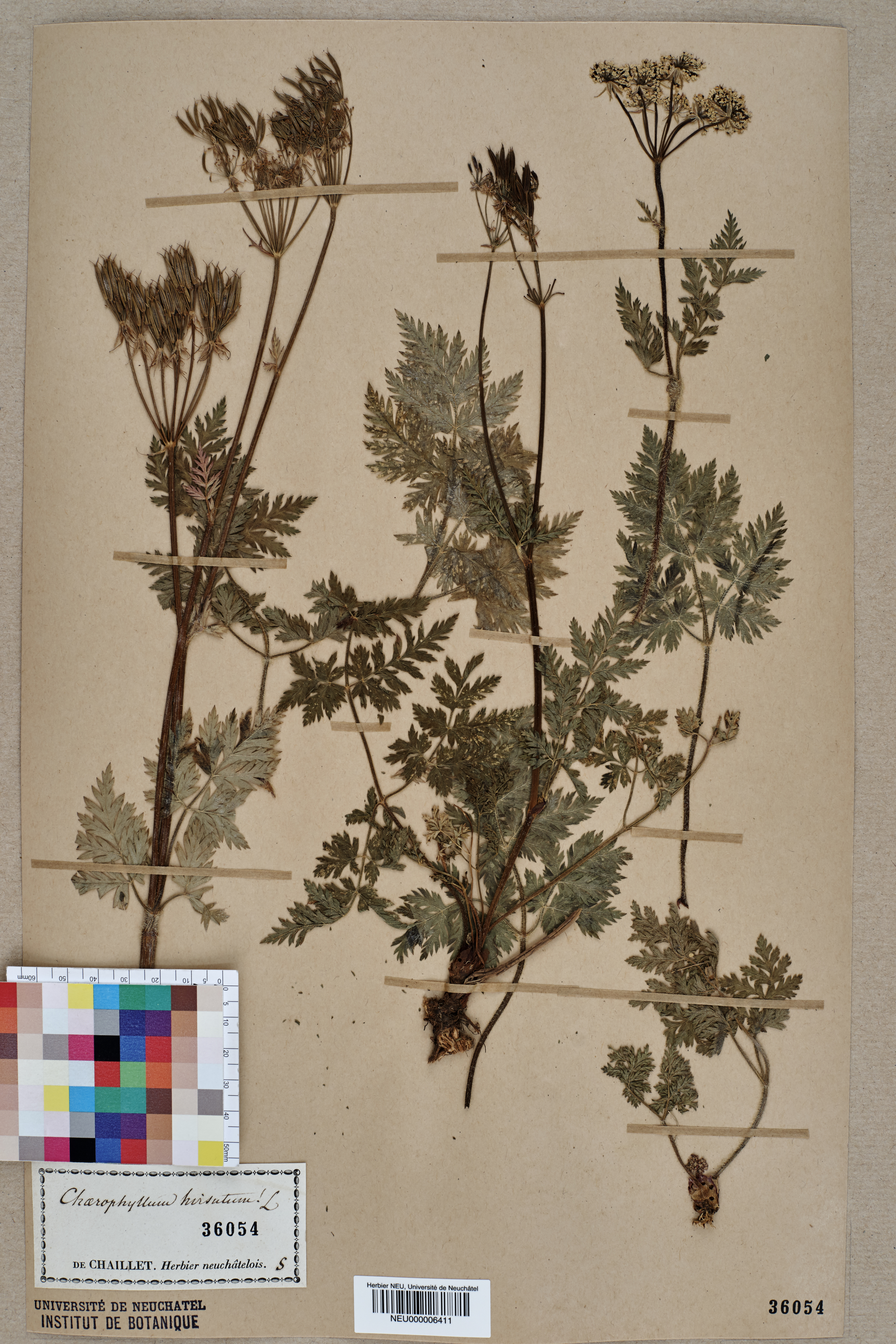
Herbarbeleg (Bitte keine Pflanzenteile aus Naturbeständen entnehmen)

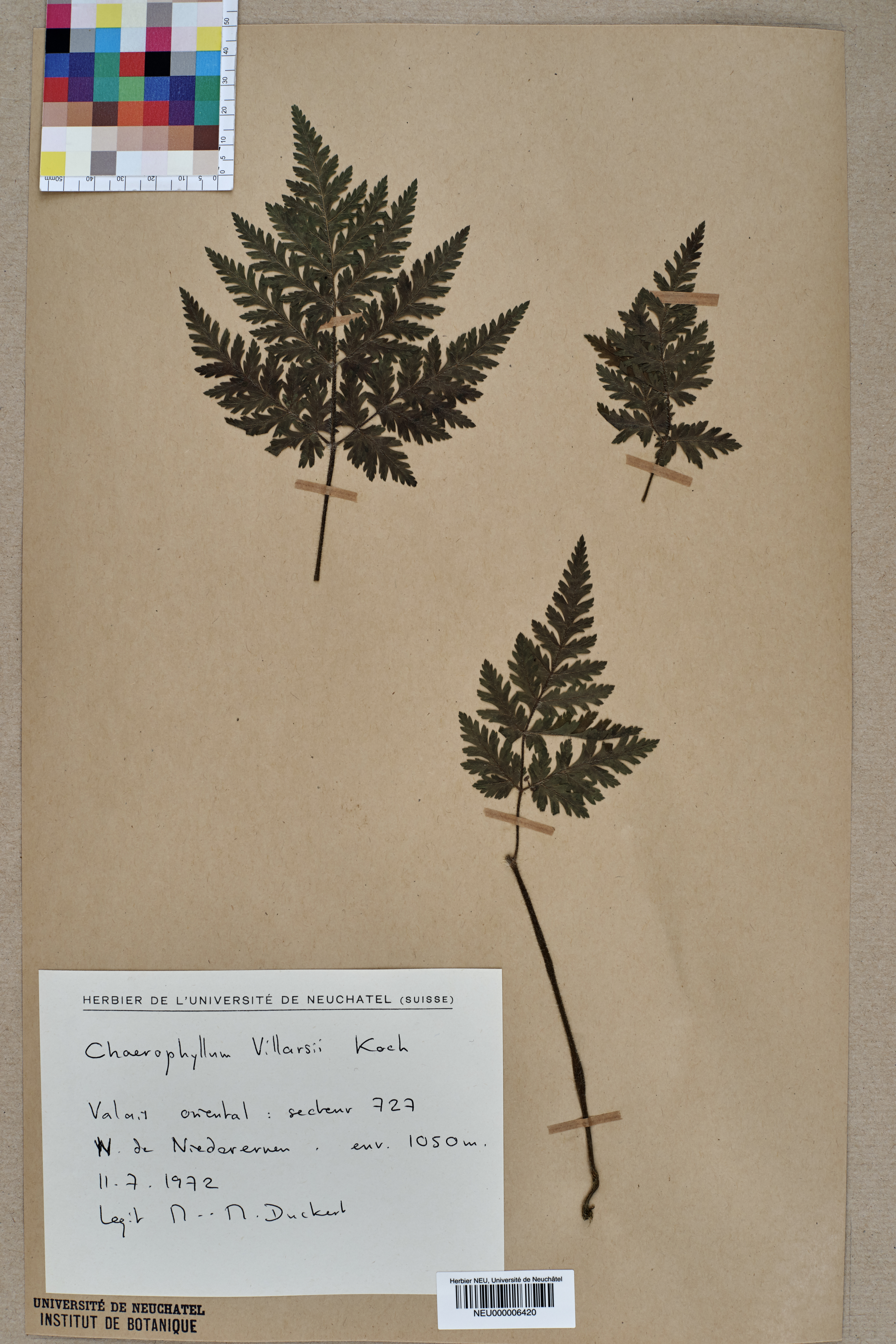
Herbarbeleg mit Laubblättern

### Erscheinungsbild und Laubblatt
Der Alpen-Kälberkropf wächst als kräftige, ausdauernde und krautige Pflanze mit Wuchshöhen von 18 bis zu 120 Zentimetern. Die nahezu aufrechten Stängel verzweigen sich spitzwinkelig. Stängel und Laubblätter sind fast kahl oder mehr oder weniger steif borstig behaart.
Die wechselständigen Laubblätter sind in Blattscheide, Blattstiel und Blattspreite gegliedert. Die zusammengesetzten Blattspreiten sind mehrfach unpaarig gefiedert. Die Spreitenblättchen sind schmal und spitz. Die Abschnitte des untersten Fiederpaares 1. Ordnung sind viel kleiner als der Rest der Spreite. Nebenblätter sind nicht vorhanden. Die Blattscheiden der oberen Stängelblätter sind nur 3 bis 10 Millimeter lang.

### Blütenstand, Blüte und Frucht
Die Blütezeit reicht von Juni bis August. Die Blüten stehen in doppeldoldigen Blütenständen mit aufwärts gebogenen Strahlen und oft unterschiedlichen, zurückgekrümmten Hüllchenblättern. Die Dolden sind während der Anthese flach. Die Seitendolden stehen am Ende wechselständiger Äste in der Achsel eines Hochblatts.
Die zwittrigen Blüten sind radiärsymmetrisch und fünfzählig. Kelchblätter fehlen. Die fünf meist weißen oder etwas rosafarbenen Kronblätter sind ausgerandet und deutlich bewimpert.
Die Doppelachänen sind bei einer Länge von 8 bis 20 Millimetern schmal eiförmig-länglich und verjüngen sich nach unten allmählich; sie besitzen breite, rundliche sowie mit je einem Ölstriemen versehene Rippen. Der Fruchthalter (Karpophor) teilt sich bei der Hälfte seiner Länge bis nahe der Basis in zwei Schenkel, wobei der untere, ungeteilte Abschnitt viel kürzer als die Schenkel ist.

### Chromosomensatz
Die Chromosomenzahl beträgt 2n = 22.

## Vorkommen
Es gibt Fundortangaben für Spanien, Frankreich, Deutschland, Italien, die Schweiz, Liechtenstein, Österreich, Slowenien, Kroatien und Albanien. Der Alpen-Kälberkropf ist im südlichen Finnland ein Neophyt.
Der Alpen-Kälberkropf ist in Mitteleuropa eine Charakterart des Verbands Adenostylion.
Die Vorkommen in Deutschland sind auf den äußersten Süden Bayerns in der Region der Bayerischen Alpen beschränkt. In den Allgäuer Alpen stieg er im Tiroler Teil an der Hermann-von-Barth-Hütte in Höhenlagen von bis zu 2130 Metern auf. In den Bernina-Alpen erreicht er eine Höhenlage von 2480 Meter.
Der Alpen-Kälberkropf kommt in Österreich in allen Bundesländern außer Wien und Burgenland vor. Er ist dort auf subalpinen bis alpinen Höhenstufen häufig bis zerstreut in lichten Wäldern, Hochstaudenfluren, auf Bergwiesen und an Bachufern anzutreffen.
Die ökologischen Zeigerwerte nach Landolt et al. 2010 sind in der Schweiz: Feuchtezahl F = 3w (mäßig feucht aber mäßig wechselnd), Lichtzahl L = 4 (hell), Reaktionszahl R = 3 (schwach sauer bis neutral), Temperaturzahl T = 2 (subalpin), Nährstoffzahl N = 3 (mäßig nährstoffarm bis mäßig nährstoffreich), Kontinentalitätszahl K = 3 (subozeanisch bis subkontinental).

## Systematik
Chaerophyllum villarsii wurde 1835 von Wilhelm Daniel Joseph Koch in Synopsis Florae Germanicae et Helveticae, Band 1, Teil 1, Seite 317 erstbeschrieben. Ein Synonym für Chaerophyllum villarsii W.D.J.Koch ist Chaerophyllum hirsutum subsp. villarsii (W.D.J.Koch) Arcang. Das Artepitheton villarsii ehrt den französischen Arzt und Botaniker Dominique Villars.
Der Alpen-Kälberkropf wird zusammen mit dem Schön-Kälberkropf (Chaerophyllum elegans) und dem Behaarten Kälberkropf (Chaerophyllum hirsutum) in eine Gruppe verwandter Arten, die „Chaerophyllum hirsutum – group“, gestellt. In diesem Zusammenhang behandelte man ihn manchmal als Unterart des Behaarten Kälberkropfs (Chaerophyllum hirsutum subsp. villarsii (W.D.J.Koch) Arcang.)